# Sesta malattia
La sesta malattia (chiamata anche roseola, roseola infantum, esantema critico, esantema subitum o febbre dei tre giorni) è una malattia infettiva che si manifesta soprattutto nei bambini tra i 6 mesi ed i due anni di età. La si definisce "sesta" malattia in quanto è considerata come la sesta malattia diagnosticata, in ordine cronologico, che si manifesta tipicamente nell'infanzia dopo morbillo, scarlattina, rosolia, malattia di Dukes (o quarta malattia) ed eritema infettivo (o quinta malattia).

## Eziologia

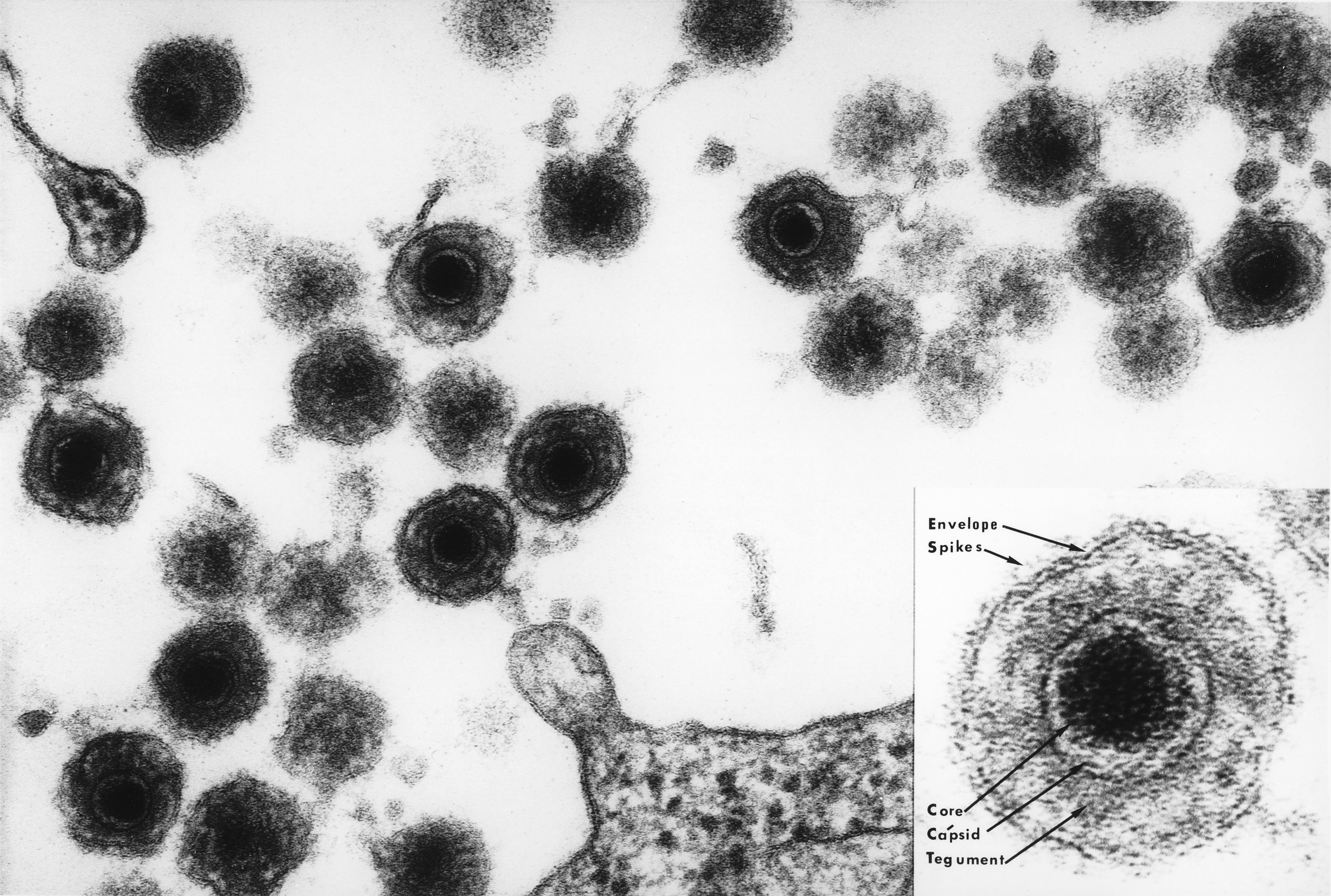
Herpesvirus umano 6

La sesta malattia è causata dall'Herpes Virus umano di tipo 6B (HHV6B). L'herpes virus di tipo 6A (HHV6A) al contrario non presenta sintomi; gli herpes virus di tipo 6 sono presenti in tutto il mondo e quasi tutta la popolazione umana adulta risulta sieropositiva.
Nel 1990 è stato isolato l'Herpes Virus umano di tipo 7 (HHV7), contratto (solitamente tra i 2 e i 5 anni) dal 95% dei bambini senza presentare sintomi o con sintomatologia del tutto sovrapponibile a quella del tipo 6, ma con occasionalmente sintomi influenzali, febbre, vomito, diarrea, basso conteggio dei leucociti, e convulsioni.

## Trasmissione
La trasmissione avviene per via rinofaringea, con starnuti o tosse e penetra attraverso le vie aeree superiori o la congiuntiva.

### Periodo di incubazione
Circa 9 giorni (da 5 a 15 giorni).

## Epidemiologia
Esclusivamente i bambini tra i 6 ed i 18 (max 24) mesi di età. Le infezioni primarie negli adulti sono rare ma possono colpire (e, qualora si presentino, manifestano sintomi più gravi), e le riattivazioni sono solitamente asintomatiche a meno che l'adulto sia immunosoppresso (ad esempio dopo un trapianto di organo, o in presenza di AIDS conclamata).

## Contagiosità
Soprattutto durante la fase febbrile della malattia, quindi prima o contemporaneamente alla comparsa delle manifestazioni cutanee.

## Sintomi e segni
Nella maggior parte dei casi la malattia decorre in forma paucisintomatica. Nei casi clinicamente manifesti si distinguono due periodi:

### Periodo pre esantematico (enantema)
Il periodo pre esantematico ha una durata di circa 3-4 giorni, inizia con febbre elevata, in genere sui 39-41 °C, malessere generale, raffreddore, arrossamento del faringe con mal di gola, presenza di piccole vescicole sui pilastri tonsillari, congiuntivite, irritabilità, talvolta vomito o diarrea. Compare inoltre una linfoadenopatia diffusa alle catene occipitali, latero-cervicali e retroauricolari. Talora può rendersi manifesta anche una meningite di lieve entità. Frequente il meningismo con tensione delle fontanelle e con possibili convulsioni febbrili.

### Periodo esantematico

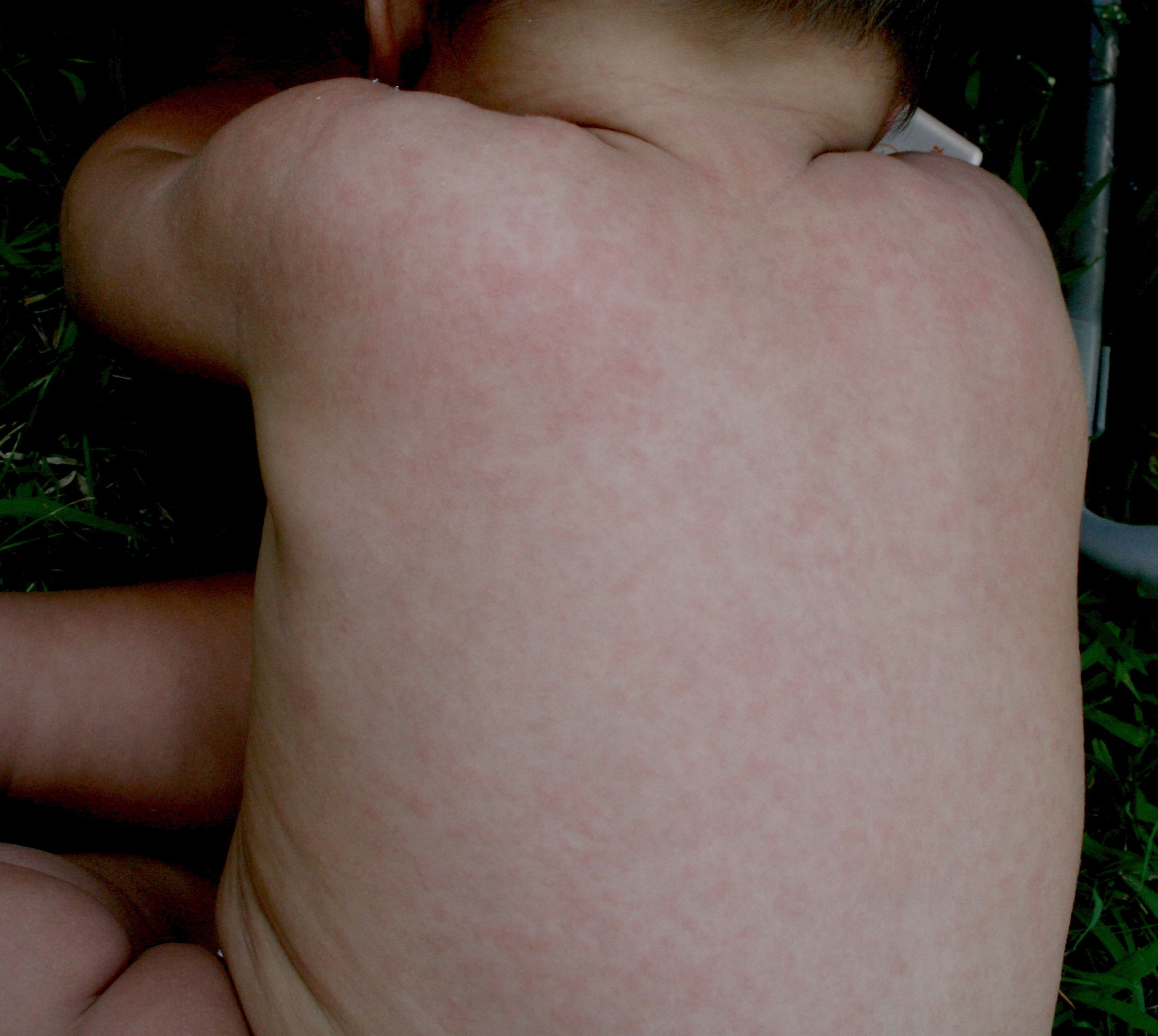
Esantema

Dopo 3-5 giorni, in corrispondenza con la scomparsa della febbre che avviene per crisi, compare un esantema morbilli-rubeoliforme (fini macule-papule) che interessa prima il tronco ed il collo e successivamente si diffonde al viso e alle estremità scomparendo poi rapidamente nell'arco di 24-48 ore senza desquamazione. In alcuni casi irritabilità e nervosismo. Negli ultimi giorni di malattia si possono avere dolori muscolari ed articolari.

## Diagnosi
Si basa sull'osservazione clinica ed entra in diagnosi differenziale con la rosolia per l'aspetto dell'esantema e per il coinvolgimento dei linfonodi cervicali e retro-auricolari. Può essere talora scambiato con il morbillo, una reazione da farmaci (importante l'anamnesi farmacologica), manifestazioni allergiche cutanee, infezioni da Enterovirus e Morbillivirus. Una diagnosi di certezza si stabilisce attraverso l'isolamento dei virus nella saliva o nel sangue oppure attraverso la PCR. A causa della natura benigna della malattia queste costose metodiche non vengono utilizzate.

## Prognosi e complicanze
La prognosi è buona, uniche complicanze le convulsioni in corrispondenza delle puntate febbrili nei bambini predisposti.

## Terapia
La terapia è solo di supporto. Una copertura antibiotica blanda va scartata, e comunque considerata utile solo ed esclusivamente nel caso in cui si debbano affrontare eventuali complicazioni all'apparato respiratorio, per scongiurare le quali bastano i normali accorgimenti come evitare le correnti d'aria ed ossigenare l'ambiente. Si somministrano antifebbrili, solo se il bimbo è sintomatico, come paracetamolo orale (in base all'età, distanza minima di somministrazione 3 ore) o sciroppo di ibuprofene (in base al peso, distanza minima di somministrazione 8 ore, 4 ore dal paracetamolo). Idratare il bambino è fondamentale. Se compaiono le convulsioni febbrili non si utilizzano anticonvulsivanti. Se disponibile somministrare diazepam 0.8 mg/kg per via rettale e portare il bambino al pronto soccorso più vicino, per escludere cause non benigne di convulsioni (peraltro rare).